# Теория культурных кругов
Тео́рия культу́рных круго́в (нем. Kulturkreiselehre) — диффузионистское направление, возникшее в рамках немецкой исторической школы в культурологии, антропологии и этнологии/этнографии и представленное рядом концепций, обосновывающих необходимость изучения «культурных кругов» (нем. Kulturkreis), представляющих собой комплексы географически обособленных культурных признаков (элементов), сложившихся в период ранней истории человечества и затем распространившихся в других частях света.

## История и основные идеи
Теория культурных кругов появилась в конце XIX — начале XX века в Германии, придя на смену эволюционистской школе, выступая с решительным опровержением её идей. Предпосылками теории послужили коренные перемены в общественной и политической жизни, поскольку исследования касавшиеся истории сводились к простой реконструкции событий, которые в свою очередь на основании философских воззрений неокантианцев объявлялись недоступными для познания. Немецкий историк, источниковед и методолог истории Эрнст Бернгейм, являвшийся идейным предшественником теории, считал, что из-за особенностей строения органов чувств человека, даже если он попытается воспользоваться всеми накопленными знаниями, то не сумеет добиться полностью объективного познания, которое охватит все окружающие его предметы. Таким образом из этого историко-философского агностицизма следовало, что понятие «исторический» становилось тождественным понятию «случайный», а научное исследование могло затрагивать только вопросы второстепенного содержания, как например о том, о «формировании культурных связей», о том где искать центры появления тех или иных культурных комплексов, как определить их возраст, а также проследить направления их распространения. Также представители нового научного направления решили отвергнуть присущее эволюционизму стремление рассматривать исторический процесс, в качестве линейнонаправленного.
Одним из первых, кто попытался создать теорию культурных кругов, был основатель антропогеографии, геополитики, а также создатель теории диффузионизма немецкий географ и этнолог, социолог Фридрих Ратцель. Им было предложено понятие «культурной провинции» под которой он понимал территорию, где расположена особенная для неё совокупность «этнографических предметов». Благодаря ему было задано направление в сторону более предметного исследования культур как в их взаимодействии окружающей природной средой, так и друг с другом. Также Ратцелю принадлежит выдвижение таких понятий как «идея формы» и «круги форм» ставших теоретической основой для позднейшей разработки культурных кругов. Также ему принадлежит мысль о принципе непрерывности, который занимал особое место важное в теории культурных кругов, поскольку выступал в качестве довода во время реконструкции путей по которым происходило перемещение культурных комплексов или культурных элементов.
В свою очередь Лео Фробениус ввёл в научный оборот само понятие «культурный круг», которое использовал в систематизации африканских культур. Он полагал, что особенность культуры заключается в определённом наборе элементов (во-первых, материальных), которые относятся к ней, чьё место расположения как раз и образовывает «культурный круг». Также ему принадлежит разработка такого вспомогательного средства, как критерий количества. Занимаясь нанесением таких мест на карту, с целью наглядно изобразить непосредственные связи между определёнными «кругами форм» (определённые разновидности домов имеющих особенные формы масок, одежды, орудий труда и т. д.), Фробениус стал основоположником метода этнографического картографирования. Позднее он дополнил свою схему элементами духовной культуры, куда например вошли особенности религиозных верований. Фробениус считал, что изменения и развитие в культурах связано с появлением новых элементов, которые проникают к ним вследствие культурных связей.
Ещё одними ключевыми личностями в разработке теории культурных кругов выступили Бернхард Анкерманн и Фриц Гребнер, предложившие отказаться от принятого до этого представления о культурных кругах как сосуществующих в пространстве в соответствии с их последовательностью во времени, что позволило выделять не только культурные круги, но также и культурные слои. Благодаря этому окончательно сложились все составляющие нового методологического подхода. Сам Гребнер изложил свои идеи для широкой научной общественности в монографии «Методы этнологии» вышедшей в 1911 году, что ознаменовало собой окончание первого шага в разработке теории культурных кругов. По его мнению Гребнер в данной работе он сумел слить воедино культурные достижения всех народов населяющих Землю, находящихся на стадии развития предшествующей возникновению государства, выделив затем из общей массы шесть культурных кругов. И несмотря на то, что его не волновал вопрос относительно внутренней взаимосвязи элементов одного культурного круга, тем не менее Гребнер не считал удивительным, что в действительности подобного рода культурные круги, из-за их произвольности и абстрактности, на деле было почти невозможно было встретить именно в таком виде.
Второй шаг в развитии теории культурных кругов был сделан двумя представителями культурно-исторической школы немецкими этнологами и католическими священниками Вильгельмом Шмидтом и Вильгельмом Копперсом, попытавшимися соединить её вместе доктриной политического католичества. Шмидт старался изложить схемам Гребнера в виде стадий сменяющих одна другую. таким образом он сумел выделить следующие виды культурных кругов: 1) первобытные 2) первичные 2) вторичные 4) третичные. Внешне эта схема не сильно отличалась от теоретической основы Гребнера, поскольку шесть имеющихся Шмидт дополнил седьмым. В то же время в новой схеме собранные Гребнером отовсюду понятия (географическое распространение, материальная культура, социальная организация), теперь в большей степени стали стремиться к единоначалию. Историко-философская основа не претерпела никаких существенных изменений в том числе и потому, что корнем продолжало оставаться неокантианство. Также без изменений сохранился парадокс, суть которого заключалась в том, что примеры культурных кругов, которые удалось этнографически установить, приходилось рассматриваться в виде застывших свидетелей предшествующих фаз развития. Таким образом в новом виде теория культурных кругов вобрала в себя окаменелость эволюционистов, в то время отказываясь от всего остального их идейного наследия. Каждая из форм культуры стала сводиться к одному-единственному центру происхождения, которым выступало библейское повествование о сотворении мира Богом, являвшееся, с исторической точки зрения, наиболее древним культурным кругом, где краеугольными камнями выступали государство, моногамия, монотеизм и частная собственность. Особое место занимало обоснование места частной собственности в жизни человека. Шмидт готов был согласиться с тем, что в ранние периоды человеческой истории существовала коллективная собственность, однако стремился подчеркнуть решающее значение личной или частной собственности, представлявшейся как учреждение, сотворённое Богом в одно время с человеком, а значит являющейся неотъемлемой частью его личности. В 12-томном труде «Происхождение идеи Бога» Шмидт попытался обосновать утверждение о том, что в первобытном обществе существовал прамонотеизм. Он считал, что даже наименее развитые народы были приверженцами чистого монотеизма и самыми лучшими хранителями первозданных представлений о том как произошло божественное сотворение всего живого. Отсюда Шмидт пришёл к выводу, что современное общество стремится к регрессу и называл наиболее прогрессивные народы лишь выродившимися потомками первобытных. Из-за того, что теоретические построения Шмидта по прошествии определённого времени стали критиковаться, в 1937 году он решил попробовать сохранить основания своей школы, указав на наличие различия между «собственно культурным кругом» и «культурным кругом как средством и целью исследования», и стремясь дать объяснение слабым местам своей концепции общим состоянием научного исследования. В 1952 году Шмидта скончался и его преемником стал Копперс, предпринявший попытку целиком воссоздать схему культурных кругов так, как это первоначально сделал его предшественник. В дальнейшем сторонники венской школы отказались от важнейших идей Шмидта, а также привнесли отдельные положения методологии и теоретических разработок иных направлении этнографии (в частности, бихевиоризма).
В целом концепции Гребнера и Шмидта оказали существенное влияние на развитие археологии. Например археолог Освальд Менгин в 1931 году в своей работе «Всемирная история каменного века» попытался древнюю мировую историю свести к трём самостоятельным культурным потокам: 1) «культура отщепа» 2) «культура ручного рубила» 3) «костная культура». и полагал, что взамопроникновение всех трёх на протяжении истории, ведёт к появлению нынешних: 1) «городской культуры господ» 2) «крестьянской сельской культуры» 3) «пастушеской воительской степной культуры».

## Влияние на последующие концепции
В результате критического переосмысления понятия культурных кругов в американской культурной антропологии появилось понятие культурных ареалов, а в советской этнографии технико-хозяйственных ареалов, затем модифицировавшееся в дихотомию хозяйственно-культурные типы/историко-этнографические области.